# Dear…/MAYBE
《Dear... / MAYBE》是日本的女歌手西野加奈的第8張單曲，在2009年12月2日由SME Records Inc.發售。

## 概要
- 「Dear... / MAYBE」是西野加奈第一張2A單曲。
- 「Dear...」是NTT DoCoMo「ガンバレ受験生'09-'10」競選歌曲。
- 「MAYBE」是MAYBELLINE NEWYORK「ボリューム エクスプレス マグナム」的電視廣告歌曲
- 此單曲有2個版本，分別有「Dear... ver.」和「MAYBE ver.」，各版本的曲目順序是不同。
- 在12月14日於公信榜單曲週排行榜取得第7位。
- 在12月1日，A面曲「Dear...」於RIAJ付費音樂下載榜週排行榜取得第1位，繼「愛得更多…」後第2張RIAJ付費音樂下載榜每周銷量排名第一的單曲。
- 此外，A面曲「Dear...」於RIAJ數位單曲，手機片段下載和全曲下載拿下三白金（75萬）銷量，而另一首A面曲「MAYBE」於全曲下載拿下金（10萬）銷量

## 收錄內容

### Dear... ver.
1. Dear...
（作詞：Kana Nishino / 作曲：Shinquo Ogura、GIORGIO CANCEMI / 編曲：GIORGIO CANCEMI）
2. MAYBE
（作詞：Kana Nishino、GIORGIO 13 / 作曲：GIORGIO CANCEMI / 編曲：GIORGIO CANCEMI）
3. Yours only, feat.WISE ～maison de m-flo～
（作詞・作曲：LISA、VERBAL、☆Taku Takahashi）
4. Dear... -instrumental-

### MAYBE ver.
1. MAYBE
2. Dear...
3. 即使分開兩地 feat.WISE（Acoustic Ver.）
4. MAYBE -instrumental-